# Lifeline (Alicia Keys)
Lifeline è un singolo della cantautrice statunitense Alicia Keys, pubblicato il 27 novembre 2023 come secondo singolo dall'album della colonna sonora del film del 2023 The Color Purple attraverso Gamma Records.

## Antefatti e composizione
Dopo l'annuncio della produzione di  Il colore viola diretto da Blitz Bazawule, secondo adattamento cinematografico dell'omonimo romanzo del 1982 di Alice Walker dopo il film di Steven Spielberg del 1985, Kris Bowers è stato nominato compositore della colonna sonora. Il 27 novembre 2023 i musicisti e gli interpreti della colonna sonora sono stati rivelati insieme alla pubblicazione di Lifeline come secondo singolo dopo Keep It Movin'.
La canzone è stata co-scritta e co-coprodotta da Alicia Keys con Marshmello, Tricky Stewart e il team di produzione TMS. È stato descritto da Keys come «un inno sincero al conforto inequivocabile che emana dagli amici, dalla famiglia e dalla comunità che ci sostiene mentre affrontiamo i momenti difficili della vita».

## Promozione ed esecuzioni dal vivo
Alicia Keys ha eseguito la canzone dal vivo al Jingle Bell Ball del 2023 a Londra nel Regno Unito.

## Video musicale
Il video musicale ufficiale della canzone è stato pubblicato il 21 dicembre 2023. Il video, diretto da Diane Martel e prodotto da Ashley Greyson, presenta scene con la stessa Keys e cameo tratti dal film.

## Tracce
Download digitale
Testi e musiche di Alicia Keys, Tom Barnes, Pete Kelleher, Ben Kohn, Michael Matosic, Jake Torrey, Marshmello e Christopher Stewart
1. Lifeline – 3:47